# Nanseia
Nanseia is een geslacht van kevers uit de familie  
kniptorren (Elateridae).
Het geslacht is voor het eerst wetenschappelijk beschreven in 1985 door Kishii.

## Soorten
Het geslacht omvat de volgende soorten:
- Nanseia erabuensis (Kishii, 1966)
- Nanseia illinitus (Candèze, 1889)